# 미친유럽 예뻐질지도
《美親유럽 예뻐질지도》는 프랑스, 이탈리아, 스페인 등 유럽 주요 4개국을 돌며, 패션에 대해 배우고 느끼며 패션에 대한 모든 것을 알아보는 JTBC의 예능 프로그램이다.

## 출연진
- 박정아
- 서지혜
- 이태임
- 김보성